# Pfarrgasse 7/7a (Bad Camberg)

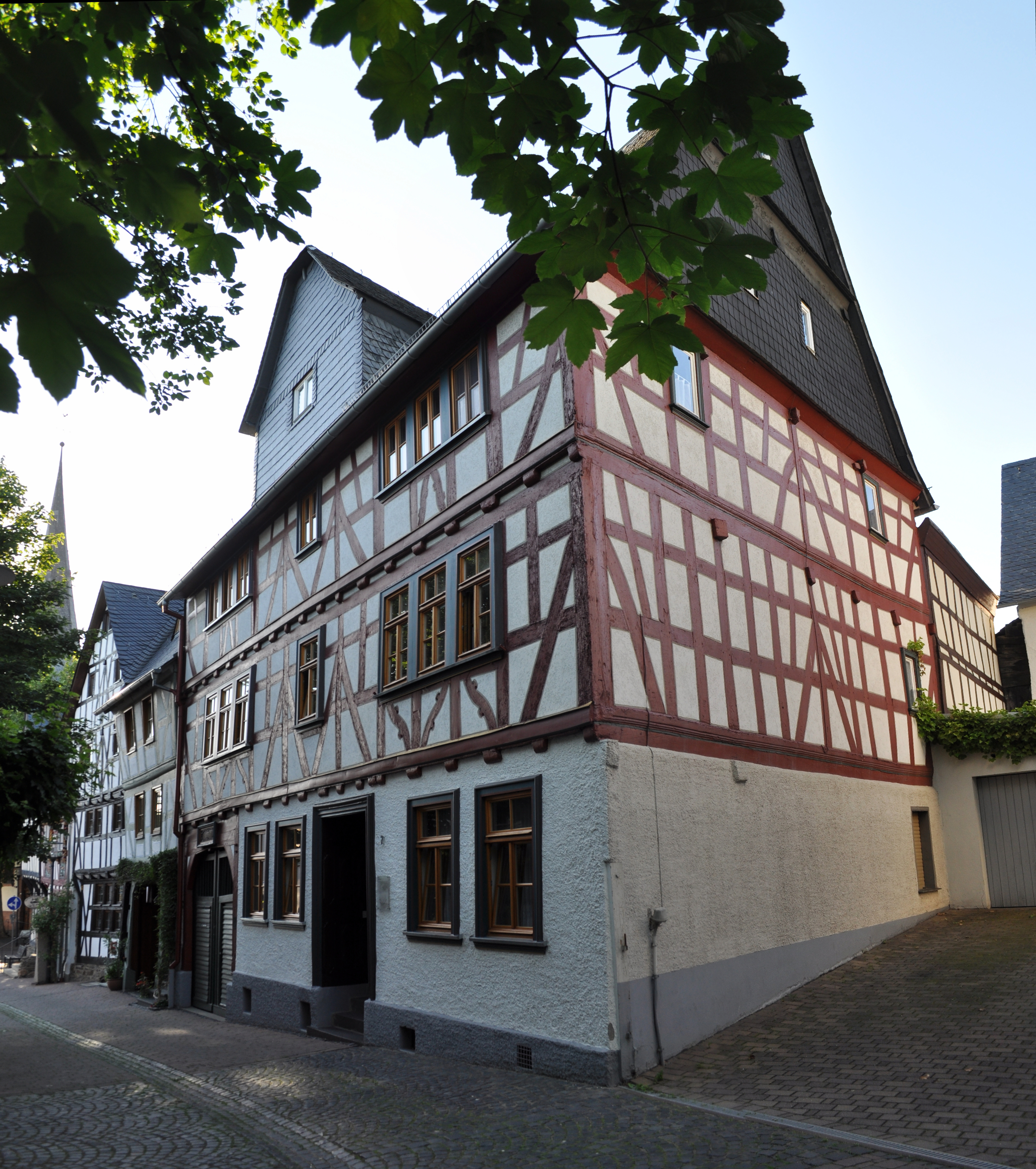
Gebäude Pfarrgasse 7/7a in Bad Camberg

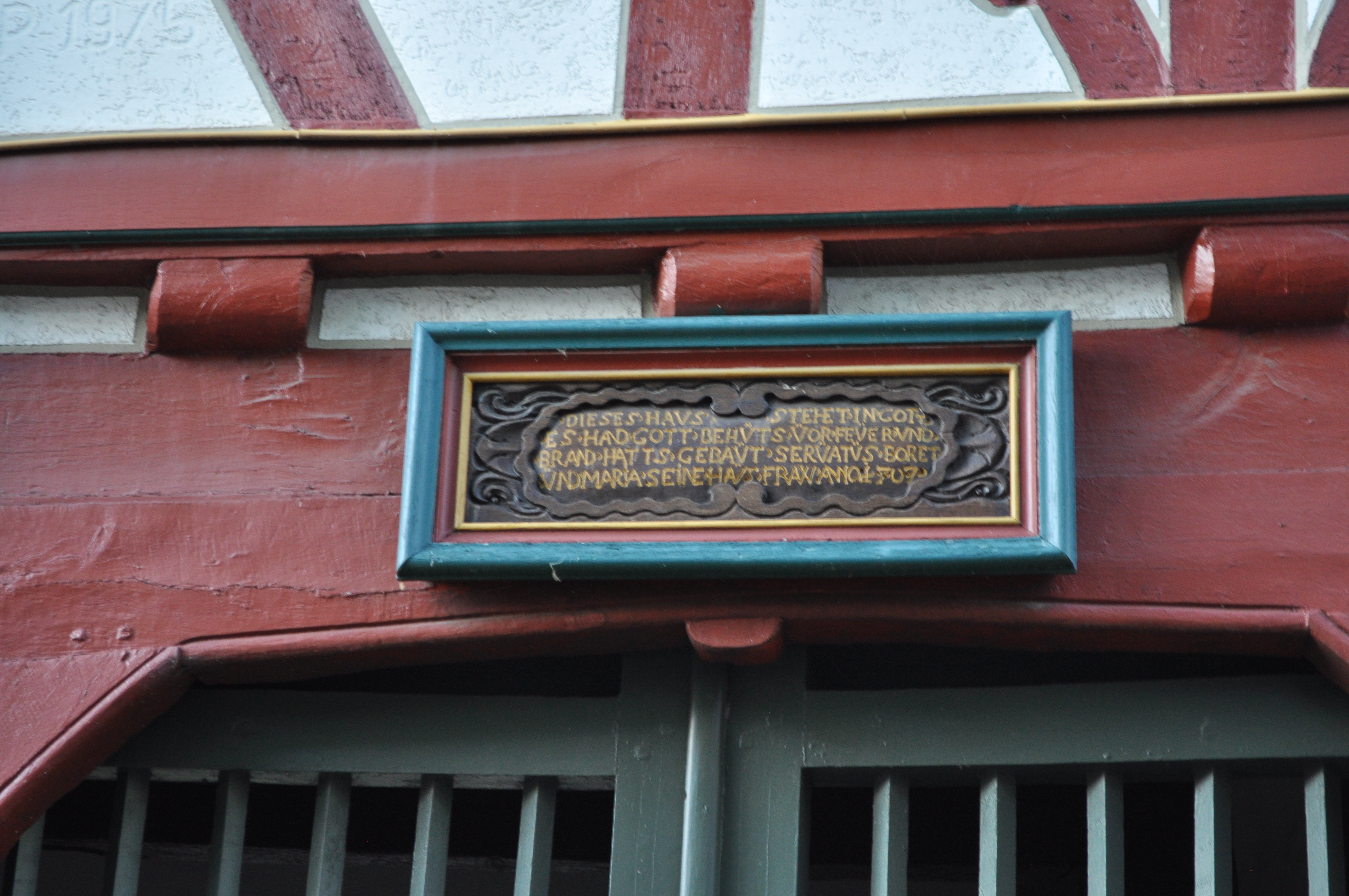
Inschriftentafel über der Toreinfahrt

Das Gebäude Pfarrgasse 7/7a in Bad Camberg, einer Stadt im Süden des mittelhessischen Landkreises Limburg-Weilburg, wurde 1707 errichtet. Das Wohnhaus ist ein geschütztes Kulturdenkmal.
Das dreigeschossige traufständige Fachwerkhaus mit Zwerchhaus hat eine ungewöhnliche Ausstattung für ein bäuerliches Wohnhaus. Über der alten Toreinfahrt ist eine Tafel mit Inschrift und der Jahreszahl 1707 angebracht.
Der Eingang in der Form eines Windfanges hat eine qualitätsvolle geschnitzte Tür. Das schlichte Fachwerk der Obergeschosse wirkt repräsentativ durch seine symmetrische Ordnung mit dreiteiligen Fensterbändern und kurzen Schweifstreben.